# 雷帝錯上身
《雷帝錯上身》（英語：Thunderstruck）是一部2012年上映的電影，由NBA球星凯文·杜兰特、泰勒·葛瑞、布萊德·傑克森、道格·肖以及詹姆斯·貝魯西主演，由約翰懷塞爾擔任導演，於2012年8月24日在美國首映。

## 簡介
布萊恩是一個住在奧克拉荷馬州的16歲青少年。他在一次意外中得到了NBA球星凯文·杜兰特的籃球天賦及實力，自此從一個球隊經理變成高中籃球新星，而杜兰特則變成一個不會打籃球的人。但是隨著NBA季後賽的逼近，布萊恩瞭解必須靠自己的實力贏得比賽，並將杜兰特的籃球天賦歸還給他，而他將要以自己原本的實力迎戰高中的最終決賽。

## 演員
- 凱文·杜蘭特 飾演 凱文·杜蘭特（他自己）
- 泰勒·格雷（英语：Taylor Gray） 飾演 布萊恩（Brian Newall）
- 布萊德·傑克森 飾演 艾倫（Alan）
- 道格·肖（英语：Doc Shaw） 飾演 米區（Mitch）
- 吉姆·貝魯什 飾演 Amross教練
- 特里斯汀·梅斯（英语：Tristin Mays） 飾演 伊莎貝爾（Isabel）
- 坎达丝·帕克 飾演 她自己
- 羅伯特·貝魯西 飾演 丹助教
- 斯賓塞·丹尼爾斯 飾演 康納（Coonor）
- 威廉·羅格斯戴爾（英语：William Ragsdale） 飾演 Joe Newall
- 哈娜·海耶斯（英语：Hana Hayes）飾演 艾許莉（Ashley Newell）
- 安德莉亞·法蘭克（英语：Andrea Frankle） 飾演 數學老師
- 碧兒·布拉索（英语：Beau Brasseaux） 飾演 Drillers Basketball Player
- Glen Warner 飾演 攝影師
- Brie Lybrand 飾演 伊莎貝爾的朋友
- George Wilson 飾演 Janitor / Spider
- 西恩·邁克爾·坎寧安（英语：Sean Michael Cunningham） 飾演 高中球賽主播
- Lorrie Chilcoat 飾演 警衛
- Nicole Barré 飾演 Laurie Newell
- 馬夫·艾伯特（英语：Marv Albert） 飾演 他自己
- 史蒂夫·科爾 飾演 他自己
- 雷吉·米勒 飾演 他自己
- 俠客·歐尼爾 飾演 他自己
- 查爾斯·巴克利 飾演 他自己
- 康納·歐布萊恩 飾演 他自己
- 奧克拉荷馬雷霆 球員
- 底特律活塞 球員
- 夏洛特黃蜂 球員

## 花絮
拍攝電影時，杜蘭特覺得把球投不進好難。
541141154

## 反應
根據爛番茄網站，觀眾給予新鮮度70%的評價，而平均評價4.2分/10分。

## 資料來源
1. ↑  . 19 September 2011  [2022-05-20]. （原始内容存档于2019-07-09）.
2. ↑  . Box Office Mojo.   [May 26, 2016]. （原始内容存档于2017-07-20）.
3. ↑  Young, Royce. . Daily Thunder. 2012-06-07  [2012-06-07]. （原始内容存档于2012-06-08）.
4. ↑  McCann, Zach. . ESPN.com. 2012-03-13  [2012-06-07]. （原始内容存档于2015-07-01）.
5. ↑  . Rotten Tomatoes.   [September 11, 2012]. （原始内容存档于2014-09-05）.

## 外部連結
- 互联网电影数据库（IMDb）上《Thunderstruck》的资料（英文）
- HBO電影介紹 （页面存档备份，存于）
- 電影預告-非官方中文字幕 （页面存档备份，存于）